# Krimpenerwaard (gemeente)
Krimpenerwaard is sinds 1 januari 2015 een gemeente in de Nederlandse provincie Zuid-Holland. Deze gemeente is een samenvoeging van de gemeenten Nederlek, Ouderkerk, Vlist, Bergambacht en Schoonhoven. In de betreffende herindelingswet is de naam vastgesteld op Krimpenerwaard.  Voordat de nieuwe gemeente een feit was, werd de werknaam K5-gemeenten gehanteerd.

## Geografie
De gemeente omvat het merendeel van het landschap de Krimpenerwaard. Krimpen aan den IJssel is echter buiten de nieuwe gemeente gebleven, omdat deze plaats sterk op Rotterdam is georiënteerd. Een gebied ten zuiden van Gouda in de Krimpenerwaard nabij Stolwijkersluis behoort sinds 1964 bij de gemeente Gouda. Anderzijds ligt een deel van Haastrecht binnen de gemeente, maar buiten de Krimpenerwaard. Dat laatste geldt ook voor de oostzijde van Vlist en Bonrepas en de wijk Schoonhoven-Oost.

### Woonplaatsen
De gemeente Krimpenerwaard omvat de woonplaatsen: Ammerstol, Bergambacht, Berkenwoude, Gouderak, Haastrecht, Krimpen aan de Lek, Lageweg, Lekkerkerk, Opperduit, Ouderkerk aan den IJssel, Schoonhoven, Schuwacht, Stolwijk, Vlist en Willige Langerak (gedeeltelijk).

## Aangrenzende gemeenten
| Aangrenzende gemeenten            | Aangrenzende gemeenten | Aangrenzende gemeenten | Aangrenzende gemeenten | Aangrenzende gemeenten |
| --------------------------------- | ---------------------- | ---------------------- | ---------------------- | ---------------------- |
| Gouda                             |                        | Bodegraven-Reeuwijk    |                        | Oudewater (U)          |
|                                   |                        |                        |                        |                        |
| Zuidplas                          | Lopik (U)              |                        |                        |                        |
|                                   |                        |                        |                        |                        |
| Krimpen aan den IJssel Ridderkerk |                        | Molenlanden            |                        |                        |

## Politiek en bestuur

### Gemeenteraad
De gemeenteraad van Krimpenerwaard bestaat uit 31 zetels. Hieronder staat de samenstelling van de gemeenteraad:
| Partij                                   | Afkorting | 2014   | 2018    | 2022 |
| ---------------------------------------- | --------- | ------ | ------- | ---- |
| Vereniging Gemeentebelang Krimpenerwaard | VGBK      | 7      | 7 (6)** | 7    |
| Staatkundig Gereformeerde Partij         | SGP       | 5      | 4       | 5    |
| Leefbaar Krimpenerwaard                  | LEEFBAAR  | -      | -       | 4    |
| Pro Krimpenerwaard                       | PK        | 1      | 3 (2)*  | 3    |
| Christen-Democratisch Appèl              | CDA       | 4      | 3       | 3    |
| Volkspartij voor Vrijheid en Democratie  | VVD       | 4      | 4       | 3    |
| Partij van de Arbeid / GroenLinks        | PvdAGL    | -      | -       | 2    |
| ChristenUnie                             | CU        | 3      | 3       | 2    |
| Democraten 66                            | D66       | 2      | 2       | 1    |
| Lokaal op 1                              | Lok1      | -      | 3       | 1    |
| Partij van de Arbeid                     | PvdA      | 3      | 2       | -    |
| Gemeentebelang Schoonhoven               | GBS       | 2      | -       | -    |
| Dierbaar Krimpenerwaard                  | DK        | -      | (1)*    | -    |
| Waard18                                  | W18       | -      | (1)**   | -    |
| Totaal                                   | Totaal    | 31     | 31      | 31   |
| Opkomst                                  | Opkomst   | 53,11% |         |      |

Bijzonderheden tijdens en na gemeenteraadsverkiezingen van 19 november 2014:
- In verband met de gemeentelijke herindeling werden de gemeenteraadsverkiezingen gehouden op 19 november 2014.
- Lijstverbinding SGP, CDA en ChristenUnie.
- Het College van Burgemeester en Wethouders wordt gevormd door VGBK (2 wethouders), SGP (1), VVD (1) en ChristenUnie (1).

Bijzonderheden tijdens en na de gemeenteraadsverkiezingen 21 maart 2018:
- GBS is opgegaan in VGBK.
- Lok1 is nieuw.
- *Het met voorkeurstemmen gekozen lid Saskia van Rooy maakte bekend, niet namens Pro Krimpenerwaard, maar onder de naam Dierbaar Krimpenerwaard zitting te nemen in de Gemeenteraad.
- Het College van Burgemeester en Wethouders bestond uit Lavinja Sleeuwenhoek (VGBK), Leon de Wit (VGBK), Ria Boere (VVD), Jan Vente (ChristenUnie) en Bert Bening (D66).
- **In oktober 2018 verliet Wisja Pannekoek de fractie van VGBK met behoud van zijn zetel. Hierdoor verloor de na de verkiezingen gevormde coalitie de meerderheid in de gemeenteraad. Op 6 november 2018 heeft Pannekoek aangekondigd dat zijn fractie verder gaat onder de naam Waard18. Het College van Burgemeester en Wethouders heeft (als het ware) demissionair verder bestuurd t/m 29 januari. Het nieuwe college van Burgemeester en Wethouders bestaat per 29 januari uit Lavinja Sleeuwenhoek (VGBK), Leon de Wit (VGBK), Ria Boere (VVD), Janette Hofman (Lokaal Op 1), Jan Vente (ChristenUnie) en Bert Bening (D66); in 2021 trok Hofman zich terug en keerde Pannekoek terug bij VGBK.

### College van B&W
Het huidige college van burgemeester en wethouders (2022-2026):
| Naam                        | Functie               | Partij | Taken |
| --------------------------- | --------------------- | ------ | --- |
| J. (Hans) Beenakker         | Burgemeester          | VVD    | Openbare orde en veiligheid, personeel en organisatie, handhaving, integriteit, bestuurlijke coördinatie en intergemeentelijke samenwerking, externe betrekkingen en externe communicatie, wettelijke taken publiekszaken                                                                  |
| P.J.S. (Pascal) van der Hek | Wethouder / 1ste loco | VGBK   | Financiën, dienstverlening en participatie, informatiemanagement, project gemeentekantoor (onderdeel dienstverlening), publiekszaken, archief, communicatie, inkoop |
| Leo Barth                   | Wethouder / 2de loco  | SGP    | Water en waterveiligheid, openbare ruimte (beheer en beleid), projecten openbare ruimte, gemeentelijk vastgoed, grondzaken, projecten onderwijshuisvesting 2de fase, project Veenweide, economie (inclusief landbouw, detailhandel en horeca), recreatie en toerisme, project gemeentewerf |
| H.C. (Irma) Bultman         | Wethouder / 3de loco  | CDA    | Jeugd, WMO, onderwijs, preventief domein & gezondheid, sport, maatschappelijke voorzieningen, subsidiebeleid |
| M.G. (Ria) Boere            | Wethouder / 4de loco  | VVD    | Coördinatie strategische visie, ruimtelijke ordening en vergunningverlening, gebiedsontwikkeling, wonen, cultureel erfgoed, milieu, verkeer & vervoer, projecten onderwijshuisvesting 1ste fase, project gemeentekantoor (onderdeel huisvesting)                                           |
| W. (Wisja) Pannekoek        | Wethouder / 5de loco  | VGBK   | Participatiewet, werk, re-integratie en inkomen, wet sociale werkvoorziening, wet inburgering, volwasseneneducatie, cultuur, natuur, biodiversiteit en dierenwelzijn, duurzaamheid, energie en warmtetransitie, afval en grondstoffen, project afvalbrengstation                           |
| J. (Jurian) Hennip          | Gemeentesecretaris    | n.v.t. | Eerste adviseur van het College van B&W, directeur van de gemeente Krimpenerwaard, WOR bestuurder |

Vanaf 20 januari 2022 was Pieter Paans burgemeester van Krimpenerwaard. Hij trad af op 16 mei 2022. Vanaf 25 mei 2022 was Pauline Bouvy-Koene waarnemend burgemeester van Krimpenerwaard. Sinds 8 januari 2024 is Hans Beenakker burgemeester van Krimpenerwaard.

### Gemeentewapen en -vlag
Het gemeentewapen is een samenvoeging van gemeentewapens van de vijf gefuseerde gemeentes. 
- De leeuw is afkomstig uit het gemeentewapen van Schoonhoven.
- Het kasteel is afkomstig uit het gemeentewapen van Vlist.
- De ster is afkomstig uit het gemeentewapen van Ouderkerk.
- De wassenaars zijn afkomstig uit de gemeentewapens van Bergambacht en Nederlek.

De gemeente voert sinds 22 december 2021 ook een vlag. Op de vlag komen dezelfde symbolen voor als in het wapen. Er is tevens een kindervlag.

## Verkeer
Provinciale wegen in de gemeente zijn de N207, N210 en N228.
Door alle plaatsen, behalve Berkenwoude, lopen streekbuslijnen van Qbuzz of Syntus Utrecht. Berkenwoude is wel met Lekkerkerk en Stolwijk verbonden middels een buurtbus van Qbuzz.
Er is geen spoorlijn in Krimpenerwaard. Het dichtstbijzijnde station is in Gouda en richting Rotterdam zijn de streekbussen gericht op het openbaar vervoerknooppunt Capelsebrug.

## Cultuur

### Monumenten
De gemeente telt een aantal rijksmonumenten, gemeentelijke monumenten, en oorlogsmonumenten, zie:
- Lijst van rijksmonumenten in Krimpenerwaard
- Lijst van gemeentelijke monumenten in Krimpenerwaard
- Lijst van oorlogsmonumenten in Krimpenerwaard

### Kunst in de openbare ruimte
In de gemeente Krimpenerwaard zijn diverse beelden, sculpturen en objecten geplaatst in de openbare ruimte, zie:
- Lijst van beelden in Krimpenerwaard

### Lokale omroep
RTV Krimpenerwaard is de lokale publieke radio- en televisiezender voor de gemeente Krimpenerwaard.